# Mt. Helium
Mt. Helium é uma banda de rock alternativo armeno-americana formada em Los Angeles, Califórnia em 1999, conhecida antes como The Apex Theory. É composta pelo vocalista e guitarrista Art Karamian, pelo baixista, David Hakopyan e pelo baterista Sammy J. Watson.

## História
The Apex Theory formaram-se em 1999 pelos norte-americanos de origem arménia Art Karamian, Ontronik Khachaturian, David Hakopyan (os dois últimos, ex-integrantes de System of a Down e sua antecessora Soil). O baterista Sammy J. Watson juntou-se à banda após o grupo não encontrar uma pessoa disponível. A banda editou o seu primeiro EP, Extendemo, em 2000.
No ano seguinte, a banda assinou contrato com a DreamWorks Records, lançando o seu segundo EP, The Apex Theory a 9 de Outubro de 2001. A banda atuou no palco principal durante a Warped Tour, em 2001 bem como em 2002 na torné da MTV2.
A 2 de Abril de 2002, a banda edita o seu álbum de estreia, Topsy-Turvy. O disco atingiu o nº 6 da Billboard Heatseekers e o nº 157 da Billboard 200. Alguns meses depois, Khachaturian deixou a banda, e começaram as audições para arranjar um novo vocalista, tendo decidido que Karamian seria o escolhido. Após mudarem o seu nome para Mt. Helium, a banda editou o seu segundo álbum de estúdio, Faces a 3 de Junho de 2008.

## Estilo musical
O antigo vocalista Ontronik Khachaturian descreveu a sonoridade da banda como "heavy Mediterranean groove". A crítica do jornal Michigan Daily, Sonya Sutherland, escreveu que: "The Apex Theory combina uma pesada bateria, melodiosas guitarras e umas doces vocais que proporcionam uma mensagem emocional". A influência da banda vem da música do Mediterrâneo, Médio Oriente e Oriente Próximo.
A banda já foi associada a diversos géneros, incluindo o funk rock, o nu metal, e o rock progressivo.
O jornalista da MTV News, Jon Wiederhorn escreveu:

| “ | the Apex Theory's multi-textured music […] combines metal, prog-rock, Mediterranean music and even jazz. And the off-kilter rhythm, skittering drums, whirlpool guitars and aggressive vocals of 'Shhh … (Hope Diggy)' are a perfect taster for the band's debut album | ” |

## Membros

### Atuais
- Art Karamian — Guitarra, vocal[7]
- David Hakopyan — Baixo[1]
- Sammy J. Watson — Bateria[1]

### Antigos
- Ontronik Khachaturian — Vocal (1999 - 2002) [6]

## Discografia

### Álbuns de estúdio
- 2002 - Topsy-Turvy
- 2008 - Faces

### EPs
- 2000 - Extendemo
- 2001 - The Apex Theory
- 2004 - Inthatskyissomethingwatching
- 2007 – Lightpost